# Jinke Lu
Jinke Lu (chiń. 金科路站) – stacja metra w Szanghaju, na linii 2. Zlokalizowana jest pomiędzy stacjami Zhangjiang Gaoke oraz Guanglan Lu. Została otwarta 24 lutego 2010.